# دوت فارلي
دوت فارلي (بالإنجليزية: Dot Farley)‏ هي ممثلة أمريكية، ولدت في 6 فبراير 1881 في شيكاغو في الولايات المتحدة، وتوفيت في 2 مايو 1971 في سووث باسادينا في الولايات المتحدة.

## وصلات خارجية
- دوت فارلي على موقع IMDb (الإنجليزية)
- دوت فارلي على موقع ألو سيني (الفرنسية)
- دوت فارلي على موقع أول موفي (الإنجليزية)
- دوت فارلي على موقع قاعدة بيانات الأفلام السويدية (السويدية)
- دوت فارلي على موقع قاعدة بيانات الفيلم (الإنجليزية)
- دوت فارلي على موقع كينوبويسك (الروسية)